# Taki (singolo)
Taki è un singolo della cantautrice italiana Sarah Toscano, pubblicato il 23 maggio 2025.

## Descrizione
Il brano, scritto dalla stessa cantautrice con Alessandro La Cava e Federica Abbate, è prodotto da Nicola Lazzarin, in arte Cripo, e il suo suono unisce un'anima pop a influenze afro, evocando l'energia della natura. Ispirato alla filosofia giapponese, il cui titolo Taki significa "cascata", il brano racconta un momento di rottura interiore e di consapevolezza in una storia d'amore intensa e pura, dove l'acqua della cascata, che scivola lenta, rappresenta la delicatezza e l'intensità di una connessione emotiva profonda.

## Promozione
Il 18 maggio 2025 la cantautrice ha eseguito il brano in anteprima nel corso della nona puntata finale del serale della ventiquattresima edizione del talent show Amici di Maria De Filippi.

## Video musicale
Il video musicale, diretto da Byron Rosero, è stato pubblicato in concomitanza all'uscita del brano attraverso il canale YouTube della cantautrice.

## Tracce
Testi di Sarah Toscano, Alessandro La Cava e Federica Abbate, musiche di Alessandro La Cava, Federica Abbate e Nicola Lazzarin.
1. Taki – 2:33

## Formazione
- Sarah Toscano – voce
- Gigi Barocco – masterizzazione, missaggio
- Nicola "Cripo" Lazzarin – programmazione, produzione, registrazione

## Classifiche
| Classifica (2025) | Posizione massima |
| ----------------- | ----------------- |
| Italia            | 82                |

## Date di pubblicazione
| Paese  | Data           | Formato                      | Etichetta          | Nota   |
| ------ | -------------- | ---------------------------- | ------------------ | ------ |
| Mondo  | 23 maggio 2025 | Download digitale, streaming | Warner Music Italy | [ 15 ] |
| Italia | 11 luglio 2025 | Contemporary hit radio       | Warner Music Italy | [ 3 ]  |